# Endophyllum elytropappi
Endophyllum elytropappi är en svampart som först beskrevs av Henn., och fick sitt nu gällande namn av A.R. Wood & Crous 2005. Endophyllum elytropappi ingår i släktet Endophyllum och familjen Pucciniaceae.   Inga underarter finns listade i Catalogue of Life.